# Real Madrid Club de Fútbol 1996-1997
Questa voce raccoglie le informazioni riguardanti il Real Madrid Club de Fútbol nelle competizioni ufficiali della stagione 1996-1997.

## Rosa
| N. |                        | Ruolo | Calciatore           |
| -- | ---------------------- | ----- | -------------------- |
| 1  | Spagna (bandiera)      | P     | Francisco Buyo       |
| 2  | Spagna (bandiera)      | D     | Chendo               |
| 3  | Brasile (bandiera)     | D     | Roberto Carlos       |
| 4  | Spagna (bandiera)      | D     | Fernando Hierro      |
| 5  | Spagna (bandiera)      | D     | Manuel Sanchís       |
| 6  | Argentina (bandiera)   | C     | Fernando Redondo     |
| 7  | Spagna (bandiera)      | A     | Raúl                 |
| 8  | Jugoslavia (bandiera)  | A     | Predrag Mijatović    |
| 9  | Croazia (bandiera)     | A     | Davor Šuker          |
| 10 | Paesi Bassi (bandiera) | C     | Clarence Seedorf     |
| 11 | Spagna (bandiera)      | C     | José Emilio Amavisca |
| 12 | Portogallo (bandiera)  | D     | Carlos Secretário    |
| 13 | Spagna (bandiera)      | P     | Santiago Cañizares   |

| N. |                       | Ruolo | Calciatore                |
| -- | --------------------- | ----- | ------------------------- |
| 14 | Spagna (bandiera)     | C     | Luis Milla                |
| 15 | Spagna (bandiera)     | D     | Fernando Sanz             |
| 17 | Italia (bandiera)     | D     | Christian Panucci         |
| 18 | Spagna (bandiera)     | D     | Rafael Alkorta            |
| 19 | Spagna (bandiera)     | D     | Mikel Lasa                |
| 20 | Jugoslavia (bandiera) | C     | Dejan Petković            |
| 21 | Brasile (bandiera)    | C     | Zé Roberto                |
| 21 | Spagna (bandiera)     | D     | José Antonio García Calvo |
| 23 | Spagna (bandiera)     | C     | Guti (calciatore)         |
| 24 | Spagna (bandiera)     | C     | Álvaro Benito             |
| 25 | Germania (bandiera)   | P     | Bodo Illgner              |
| 26 | Spagna (bandiera)     | C     | Víctor Sánchez            |
| 27 | Spagna (bandiera)     | A     | Irurzun                   |